# Pontifícia Universidade Católica de Minas Gerais
Pontifícia Universidade Católica de Minas Gerais powstał w 12 grudnia 1958 jako Universidade Católica de Minas Gerais w Belo Horizonte w stanie Minas Gerais.
Obecnie na uniwersytecie studiuje około 63 tys. osób.